# Lista amerykańskich senatorów ze stanu Hawaje
Lista amerykańskich senatorów ze stanu Hawaje – senatorzy wybrani ze stanu Hawaje.
Stan Hawaje został włączony do Unii 21 sierpnia 1959 roku. Posiada prawo do mandatów senatorskich 1. i 3. klasy.

## 1. klasa
| Lp.   | Imię i nazwisko | Imię i nazwisko | Od               | Do               | Partia               | Kadencja                                                 | Uwagi |
| ----- | --------------- | --------------- | ---------------- | ---------------- | -------------------- | -------------------------------------------------------- | --- |
| 1     | Hiram Fong      |                 | 21 sierpnia 1959 | 3 stycznia 1977  | Partia Republikańska | 1                                                        | Wybrany w 1959                                                                                           |
| 1     | Hiram Fong      | 2               | 21 sierpnia 1959 | 3 stycznia 1977  | Partia Republikańska | Reelekcja w 1964                                         | |
| 1     | Hiram Fong      | 3               | 21 sierpnia 1959 | 3 stycznia 1977  | Partia Republikańska | Reelekcja w 1970 Nie starał się o reelekcję w 1976       | |
| 2     | Spark Matsunaga |                 | 3 stycznia 1977  | 15 kwietnia 1990 | Partia Demokratyczna | 4                                                        | Wybrany w 1976                                                                                           |
| 2     | Spark Matsunaga | 5               | 3 stycznia 1977  | 15 kwietnia 1990 | Partia Demokratyczna | Reelekcja w 1982                                         | |
| 2     | Spark Matsunaga | 6               | 3 stycznia 1977  | 15 kwietnia 1990 | Partia Demokratyczna | Reelekcja w 1988 Zmarł w trakcie pełnienia urzędu w 1990 | |
| Wakat | Wakat           | Wakat           | 15 kwietnia 1990 | 16 maja 1990     |                      | 6                                                        | |
| 3     | Daniel Akaka    |                 | 16 maja 1990     | 3 stycznia 2013  | Partia Demokratyczna | 6                                                        | Mianowany do kontynuowania kadencji w 1990 Wybrany do dokończenia kadencji w wyborach specjalnych w 1990 |
| 3     | Daniel Akaka    | 7               | 16 maja 1990     | 3 stycznia 2013  | Partia Demokratyczna | Wybrany na pełną kadencję w 1994                         | |
| 3     | Daniel Akaka    | 8               | 16 maja 1990     | 3 stycznia 2013  | Partia Demokratyczna | Reelekcja w 2000                                         | |
| 3     | Daniel Akaka    | 9               | 16 maja 1990     | 3 stycznia 2013  | Partia Demokratyczna | Reelekcja w 2006 Nie starał się o reelekcję w 2012       | |
| 4     | Mazie Hirono    |                 | 3 stycznia 2013  | nadal            | Partia Demokratyczna | 10                                                       | Wybrana w 2012                                                                                           |
| 4     | Mazie Hirono    | 11              | 3 stycznia 2013  | nadal            | Partia Demokratyczna | Reelekcja w 2018                                         | |
| 4     | Mazie Hirono    | 12              | 3 stycznia 2013  | nadal            | Partia Demokratyczna | Reelekcja w 2024                                         | |

## 3. klasa
| Lp.   | Imię i nazwisko | Imię i nazwisko | Od               | Do              | Partia               | Kadencja                                                 | Uwagi |
| ----- | --------------- | --------------- | ---------------- | --------------- | -------------------- | -------------------------------------------------------- | --- |
| 1     | Oren E. Long    |                 | 21 sierpnia 1959 | 3 stycznia 1963 | Partia Demokratyczna | 1                                                        | Wybrany w 1959 Nie starał się o reelekcję w 1962                                                         |
| 2     | Daniel Inouye   |                 | 3 stycznia 1963  | 17 grudnia 2012 | Partia Demokratyczna | 2                                                        | Wybrany w 1962                                                                                           |
| 2     | Daniel Inouye   | 3               | 3 stycznia 1963  | 17 grudnia 2012 | Partia Demokratyczna | Reelekcja w 1968                                         | |
| 2     | Daniel Inouye   | 4               | 3 stycznia 1963  | 17 grudnia 2012 | Partia Demokratyczna | Reelekcja w 1974                                         | |
| 2     | Daniel Inouye   | 5               | 3 stycznia 1963  | 17 grudnia 2012 | Partia Demokratyczna | Reelekcja w 1980                                         | |
| 2     | Daniel Inouye   | 6               | 3 stycznia 1963  | 17 grudnia 2012 | Partia Demokratyczna | Reelekcja w 1986                                         | |
| 2     | Daniel Inouye   | 7               | 3 stycznia 1963  | 17 grudnia 2012 | Partia Demokratyczna | Reelekcja w 1992                                         | |
| 2     | Daniel Inouye   | 8               | 3 stycznia 1963  | 17 grudnia 2012 | Partia Demokratyczna | Reelekcja w 1998                                         | |
| 2     | Daniel Inouye   | 9               | 3 stycznia 1963  | 17 grudnia 2012 | Partia Demokratyczna | Reelekcja w 2004                                         | |
| 2     | Daniel Inouye   | 10              | 3 stycznia 1963  | 17 grudnia 2012 | Partia Demokratyczna | Reelekcja w 2010 Zmarł w trakcie pełnienia urzędu w 2012 | |
| Wakat | Wakat           | Wakat           | 17 grudnia 2012  | 26 grudnia 2012 |                      | 10                                                       | |
| 3     | Brian Schatz    |                 | 26 grudnia 2012  | nadal           | Partia Demokratyczna | 10                                                       | Mianowany do kontynuowania kadencji w 2012 Wybrany do dokończenia kadencji w wyborach specjalnych w 2014 |
| 3     | Brian Schatz    | 11              | 26 grudnia 2012  | nadal           | Partia Demokratyczna | Wybrany na pełną kadencję w 2016                         | |
| 3     | Brian Schatz    | 12              | 26 grudnia 2012  | nadal           | Partia Demokratyczna | Reelekcja w 2022                                         | |